# عبد الصادق ربيع
عبد الصادق ربيع (وُلد في 5 فبراير 1945 في مراكش - توفي 12 أغسطس 2008)، كان سياسياً مغربيا شغل منصب أمين عام للحكومة منذ عام 1993 حتى وفاته.

## مسيرته
وقد تابع دراسته الابتدائية والثانوية بمدينة مراكش، فحصل على شهادة الباكالوريا في الفلسفة، ثم على دبلوم الدراسات العليا في القانون من جامعة بوردو، ثم على دبلوم من معهد الدراسات السياسية. وحصل بعد ذلك على شهادة الكفاءة لممارسة مهنة المحاماة حيث قام بتدريب في هذا الميدان بمدينة بوردو.
في عام 1974 عُيِّن مديراً للدراسات التشريعية بالأمانة العامة للحكومة وهو المنصب الذي ظل فيه إلى جانب عضويته في الغرفة الدستورية منذ سنة 1979، وابتداء من سنة 1985 أصبح يشغل منصب مستشار قانوني بالهيئة الوطنية للأطباء.
كما كان عبد الصداق ربيع أميناً عاماً مساعداً للحكومة في 22 فبراير 1993، قبل أن يتم تعيينه أميناً عاماً للحكومة ضمن الحكومة التي ترأسها محمد كريم العمراني في 11 نوفمبر 1993. كما تقلد نفس المنصب في الحكومتين اللتين ترأسهما عبد اللطيف الفيلالي على التوالي في 7 يونيو 1994 و27 فبراير 1995، كما أسندت له المهام نفسها في حكومتي عبد الرحمان اليوسفي في 14 مارس 1998 و6 سبتمبر 2000، وفي 7 نوفمبر 2002 عينه الملك محمد السادس أمينا عاما للحكومة، وبقي في منصبه هذا حتى وفاته في 21 أغسطس 2008.

## وفاته
توفي بالرباط بتاريخ 21 أغسطس 2008.